# Albis

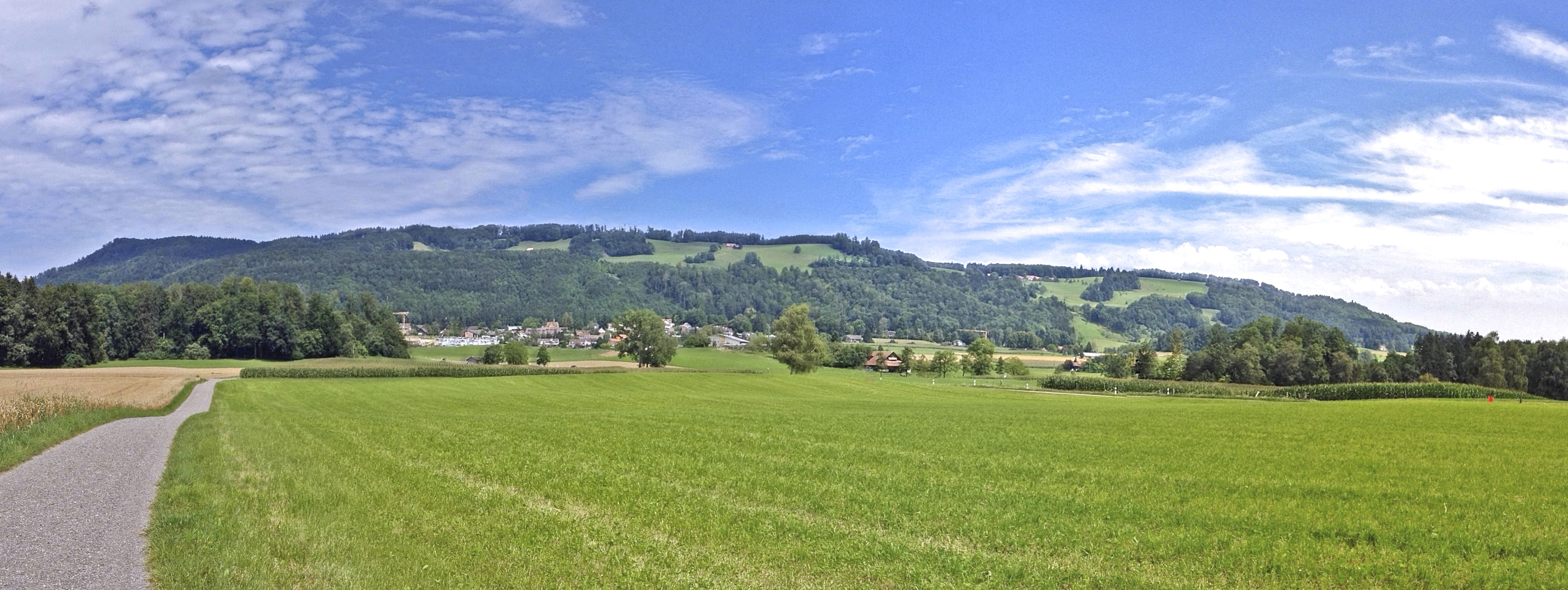
Panorama pohoří Albiskette

Albis je pohoří v kantonu Curych, ve Švýcarsku. Rozprostírá se od osady Sihlbrugg na jihu až k obci Waldegg (Uitikon) poblíž Curychu na severu. Je dlouhé asi 19 km, a vede téměř rovnoběžně s řekou Sihl a západním pobřežím Curyšského jezera.

## Geografie
Nejvyšším bodem pohoří je hora Bürglen s výškou 914,6 m n. m. Nejznámějším místem je ale vrchol hory Üetliberg s výškou 870,6 m n. m. Pod východním úbočím Albisu protéká řeka Sihl, často pod strmýchi srázy a v hlubokých roklích. Na západní straně je pohoří méně strmé a částečně pokryté pastvinami.

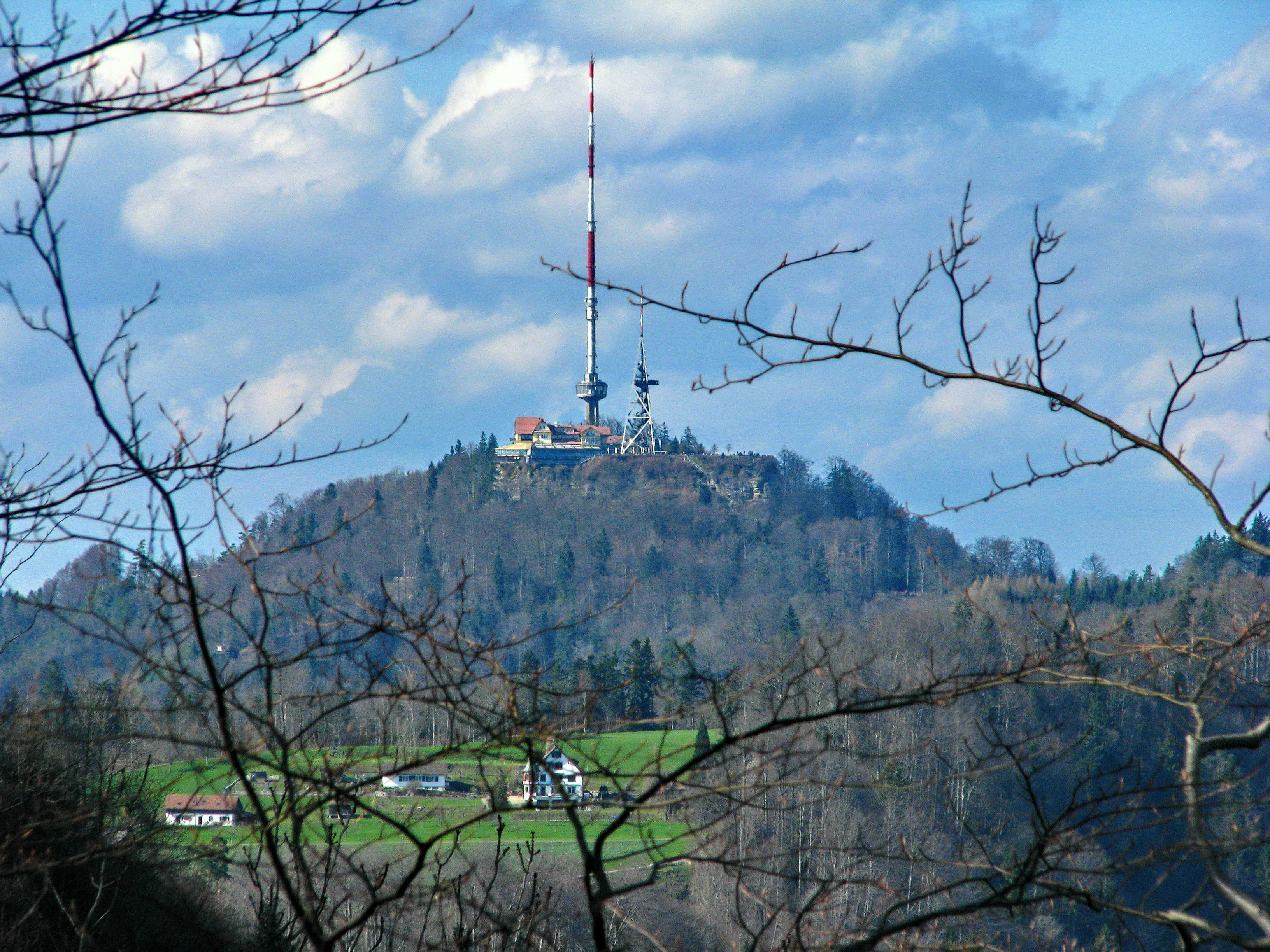
Albis - hora Uetliberg

## Geologie
Pohoří Albis je tvořeno sladkovodní molasou, která se skládá převážně z opuky, slínů, pískovců a slepenců. Na nejvyšších místech, zejména na vrcholu Üetlibergu, se nachází perforovaný slepenec, Arnoldem Escherem von der Linth nazvaný Nagelfluh. Tato vrstva se zde ukládala v průběhu ledových dob.